# ロニー・ヨンセン
ヤン・ロニー・ヨンセン（Jean Ronny Johnsen, 1969年6月10日 - ）は、ノルウェー・サンネフヨル出身の元サッカー選手である。元ノルウェー代表。現役時代の主なポジションはセンターバック及び守備的ミッドフィルダー。
ノルウェー、トルコ、イングランドの3ヶ国の様々なクラブに在籍し、マンチェスター・ユナイテッドFC時代の1998-99に3冠を達成と輝かしいものだったが、その後は度々負傷に悩まされていた。ノルウェー代表としては62試合に出場し、1998 FIFAワールドカップの一員だった。

## クラブ経歴

### 初期
サンネフヨルのストッケに生まれたヨンセンは、ユース時代を地元のSem IF及びストッケIL（en）で過ごした。1987年に2部のエリク・トンスベルグ（en）でフォワードとしてプロキャリアを開始するも、後にニルス・ヨハン・センブ（en）監督の手によりセンターバックへと役割を変更していった。フォワードとしてプレイしたかったヨンセンは、1992年にエリテセリエンのFKリン、1994年にはリールストロムSKと契約するも、リールストロムでは自身が望むフォワードとしてよりセンターバックとしての起用が多かった。

### イングランド
1995年からトルコ1部のベシクタシュJKで半年過ごした後、マンチェスター・ユナイテッドFCのアレックス・ファーガソン監督から獲得の申し出がなされたが、それを一旦拒否した。しかし、最終的に1996年6月にスティーヴ・ブルースの後釜として移籍金120万ポンドでマンチェスター・ユナイテッドと5年契約を締結した。これにより、ヨンセンはノルウェーのディフェンダーとして最も高価な選手となった。
マンチェスター・ユナイテッドでは、1997年8月にFAコミュニティ・シールドのチェルシーFC戦で初得点を挙げて以降、全公式戦合わせ9得点を記録。4度のリーグ（1997、1999、2000、2001）と1999年に1度FAカップのタイトルを獲得した。また、UEFAチャンピオンズリーグ 1998-99では、アウェイで行われた準決勝のユヴェントスFC戦で守備的ミッドフィルダーとして勝利に貢献し、バルセロナで行われたバイエルン・ミュンヘンとの決勝戦でセンターバックとしてヤープ・スタムと共にコンビを組み優勝、そして3冠達成に大きく貢献した。しかし、翌1999-2000シーズンから負傷に悩まされ出場機会が限られたものとなり、2001-02シーズン終了に伴い契約満了で退団した。
2002年に同胞のオイビンド・レオナルドセンと共にシャルケ04のトライアルを受けるも不合格に終わり、最終的にレオナルドセンと共にアストン・ヴィラFCと契約した。ヴィラでの在籍2季では、2004年2月のリーズ・ユナイテッドAFC戦での1得点が唯一の得点となっている。ヴィラ退団後はニューカッスル・ユナイテッドFCと契約するも、フィットネスレベルでの懸念から僅か数試合の出場にとどまり、放出された。

### 晩年
2005年2月に現役引退を表明するも、直後に心変わりし母国のヴォレレンガ・フォトバルと1年契約を締結した。イングランドでの晩年とは打って変わりレギュラーとして活躍していき、翌2006年、2007年及び2008年と3度に渡り契約を更新した。2008年シーズン最終戦のSKブラン戦（0-1敗北）後の2008年11月3日に現役引退を表明。引退後のインタビューでは、それまでのキャリアの中で共にプレイをした最高の選手にエリック・カントナ、対戦した中で厄介だった選手にティエリ・アンリ、ダンカン・ファーガソン、ロナウド、ラウル・ゴンサレス、ジネディーヌ・ジダンの名を挙げている。

## 代表経歴
2部のエリク・トンスベルグに在籍していたヨンセンは、世代別代表として1度も出場したことはなかった。そのため、エギル・オルセン（en）代表監督はプレイを1度も見ることなかったが、クラブのセンブ監督の推薦によりA代表に初招集され、1991年にスウェーデンとの親善試合でA代表初出場を飾った。後にセンターバックとして起用されるようになるが、初期の代表ではウィングやストライカー、ミッドフィルダーとしてプレイしていた。
1994 FIFAワールドカップ・ヨーロッパ予選の殆どに出場し、アウェイのポーランド戦（3-0勝利）ではフォワードとして得点を挙げるなど予選突破に貢献するも、1994 FIFAワールドカップの一員からは落選した。それから4年後の1998 FIFAワールドカップではセンターバックとして全4試合に出場した。
通算出場61試合目となった2004年5月のウェールズ戦以降、暫く代表から遠ざかっていたが、それから3年後に2007年8月22日のアルゼンチン戦（2-1勝利）で代表復帰を果たし、90分フル出場をした。同試合が代表最後のものとなり、38歳と73日での出場はノルウェー代表最年長出場記録でグンナール・トーレセン（en）に次ぐ2位だった。

## エピソード
2010年1月30日、マンチェスター・ユナイテッドが初の外国人選手であるニコラ・ヨバノヴィッチを獲得してから30周年を迎えたことを記念した企画で歴代外国人選手ベストイレブンに選出された。

## 代表歴

### 出場大会
- ノルウェー代表
  - 1998 FIFAワールドカップ

### 試合数
- 国際Aマッチ 62試合 3得点（1991年-2007年）[17]

| ノルウェー代表 | 国際Aマッチ | 国際Aマッチ |
| 年             | 出場        | 得点        |
| -------------- | ----------- | ----------- |
| 1991           | 3           | 0           |
| 1992           | 1           | 0           |
| 1993           | 3           | 1           |
| 1994           | 4           | 0           |
| 1995           | 10          | 0           |
| 1996           | 5           | 0           |
| 1997           | 5           | 0           |
| 1998           | 8           | 1           |
| 1999           | 2           | 0           |
| 2000           | 2           | 0           |
| 2001           | 3           | 1           |
| 2002           | 4           | 0           |
| 2003           | 9           | 0           |
| 2004           | 2           | 0           |
| 2005           | 0           | 0           |
| 2006           | 0           | 0           |
| 2007           | 1           | 0           |
| 通算           | 62          | 3           |

## タイトル
クラブ
マンチェスター・ユナイテッドFC
- プレミアリーグ : 1996-97, 1998-99, 1999-2000, 2000-01
- FAカップ : 1998-99
- FAコミュニティ・シールド : 1997
- UEFAチャンピオンズリーグ : 1998-99
- インターコンチネンタルカップ : 1999

ヴォレレンガ・フォトバル
- エリテセリエン : 2005
- ノルウェー・フットボールカップ : 2008

個人
- クニクセン・アワード（英語版）栄誉部門 : 2010